# Дальний Кардаил
Дальний Кардаил — река в России, протекает по Балашовскому району Ростовской области и Поворинскому району Воронежской области. Левая составляющая реки Кардаил (правая — Средний Кардаил), находится в 128 км от устья. Длина реки составляет 20 км, площадь водосборного бассейна 117 км².

## Данные водного реестра
По данным государственного водного реестра России относится к Донскому бассейновому округу, водохозяйственный участок реки — Бузулук, речной подбассейн реки — Хопёр. Речной бассейн реки — Дон (российская часть бассейна).
Код объекта в государственном водном реестре — 05010200412107000007705.